# Fragaria iinumae
Espèce
Fragaria iinumae est une espèce de fraisiers originaire du mont Nōgōhaku au Japon et de Sakhaline (Russie). C'est une espèce diploïde (2n = 2x = 14). Elle est nommée ainsi en l'honneur du botaniste japonais, Iinuma Yokusai.